# Movilița, Buzău
Movilița este un sat în comuna Săgeata din județul Buzău, Muntenia, România. Se află în Câmpia Română, în sud-estul județului.